# 锡莫兰迪亚
锡莫兰迪亚是巴西戈亚斯州的一个市镇。总面积347.823平方公里，总人口6693人，人口密度19.2人/平方公里。